# Contracastelos

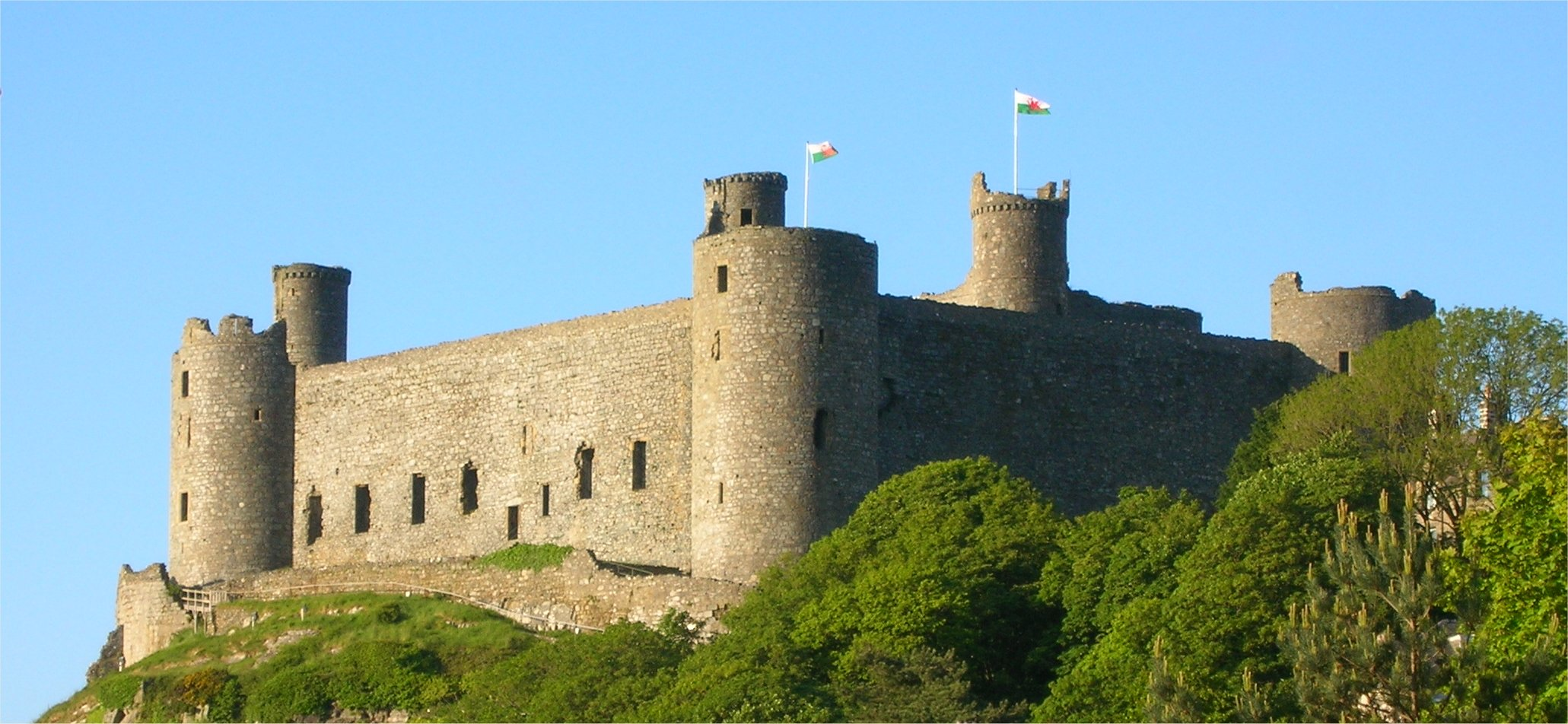
Vista geral do Castelo de Harlech.

Os contra-castelos (em alemão: Trutzburg ou Trotzburg) foram construídos na Idade Média para enfrentar o poder de um vizinho, ou um castelo hostil, ou seja, uma base fortificada a partir da qual ataques poderiam ser lançados em um castelo inimigo próximo. Os contra-castelos são frequentemente confundidos com outra fortificação da Idade Média conhecida como  Castelo de Cerco.

## Castelo de Cerco
O Castelo de Cerco era uma estrutura puramente ofensiva construída dentro da distância visual de um inimigo (ou defensor). Essas estruturas foram usadas em conjunto com armas de cerco. Os contra-castelos eram comuns nas táticas militares medievais durante o século XI em diante.